# Gran sello del estado de Nueva Jersey
El gran sello del estado de Nueva Jersey fue diseñado en el año 1777, por Francis Hopkinson para el nuevo estado.
Cada uno de los símbolos del escudo tiene un valor simbólico relacionado con Nueva Jersey. Las armas aparecen timbradas por un yelmo con burelete y lambrequines blanco y azul, surmontado por una cimera con cabeza de caballo. El escudo está rodeado por dos mujeres: a la izquierda, Liberty que significa Libertad y a la derecha, la diosa romana Ceres que representa la agricultura y la prosperidad. La primera sostiene un bastón coronado con un gorro frigio, un importante símbolo de libertad. Mientras, la segunda sujeta una cornucopia o “cuerno de la abundancia”.	Los tres arados tirados por caballos del escudo, la cabeza del caballo sobre el yelmo y los remolinos de hojas, también simbolizan la tradición agrícola de Nueva Jersey. El pergamino en la parte inferior porta el lema “Liberty and Prosperty” (Libertad y Prosperidad) y la fecha 1776, año en que Nueva Jersey se transformó en estado.

## Sellos del gobierno de Nueva Jersey

Sello de armas de la Policía Estatal de Nueva Jersey
Sello de armas de la Procuraduría General de Nueva Jersey
Sello de armas del Departamento de Transporte de Nueva Jersey
Sello de armas de la Junta de Servicios Públicos de Nueva Jersey
Sello de armas de la Autoridad de Autopistas de Nueva Jersey

- Datos: Q960460